# Geoffrey Soupe
Geoffrey Soupe (Attignat, Ain, 22 de març de 1988), és un ciclista professional francès, membre de l'equip Team TotalEnergies. Va debutar com a professional el 2011 amb l'equip FDJ.fr. En el seu palmarès destaca una victòria d'etapa a la Volta a Espanya de 2023.

## Palmarès
- 2010
  -  Campió de França en ruta sub-23
- 2011
  - Vencedor d'una etapa de la Tropicale Amissa Bongo
  - Vencedor d'una etapa del Tour d'Alsàcia
- 2023
  - 1r a la Tropicale Amissa Bongo i vencedor d'una etapa
  - Vencedor d'una etapa a la Volta a Espanya

### Resultats al Giro d'Itàlia
- 2012. 76è de la classificació general

### Resultats a la Volta a Espanya
- 2013. Abandona (12a etapa)
- 2014. 94è de la classificació general
- 2015. No surt (14a etapa)
- 2023. 101è de la classificació general. Vencedor d'una etapa

### Resultats al Tour de França
- 2015. 123è de la classificació general
- 2016. 142è de la classificació general
- 2020. 123è de la classificació general